# Марі Симон-П'єр
Марі Симон-П'єр (нар. біля 1961, Рюмії-ан-Камбрезі) — французька черниця ордену Малих сестер материнства католицького. Її одужання від хвороби Паркінсона була визнане католицькою церквою як диво через папу Івана Павла II, що стало передумовою для беатифікації, яка відбулася 1 травня 2011 року.

## Життєпис
Сестрі Марії Симон-П'єр був поставлений діагноз хвороба Паркінсона у 2001 році, на яку страждав також папа Івана Павла II. Симптоми виявлялися на лівих руці та нозі. Лікування, що мало принести поліпшення, погіршило її стан здоров'я. Крім того, він різко погіршився незабаром після смерті Івана Павла II у квітні 2005 року. Хвора, який був шульгою, не могла розбірливо писати. Після початку процесу беатифікації наступником покійного Папи, 13 травня 2005 року сестри почали цілоденні молитви через за заступництво папи Іван Павло II.
У ніч з 2 до 3 червня 2005 року, рівно через два місяці після смерті папи Івана Павла II, розслабленість кінцівок відступила. Невропатолог, що лікував пацієнтку протягом багатьох років, підтвердив, що всі симптоми хвороби зникли. З медичної точки зору це може бути випадком помилкової діагностики іншої хвороби, що незважаючи на подібні симптоми є, на відміну від хвороба Паркінсона, виліковною.